# Ischnocnema surda
Ischnocnema surda é uma espécie de anfíbio da família Brachycephalidae. Endêmica do Brasil, pode ser encontrada na Serra do Espinhaço nos estados de Minas Gerais e Bahia.